# Internationaux de Strasbourg 2003
Internationaux de Strasbourg 2003 — жіночий тенісний турнір, що проходив на відкритих кортах з ґрунтовим покриттям Centre Sportif de Hautepierre в Страсбургу (Франція). Це був 17-й за ліком Internationaux de Strasbourg. Належав до турнірів 3-ї категорії в рамках Туру WTA 2003. Тривав з 19 до 24 травня 2003 року. Сьома сіяна Сільвія Фаріна-Елія виграла свій третій підряд титул в одиночному розряді на цьому турнірі й отримала 27 тис. доларів США.

## Фінальна частина

### Одиночний розряд
Сільвія Фаріна-Елія —  Кароліна Шпрем 6–3, 4–6, 6–4
- Для Фаріни-Елії це був 1-й титул в одиночному розряді за сезон і 3-й — за кар'єру.

### Парний розряд
Соня Джеясілан /  Мая Матевжич —  Лора Гренвілл /  Єлена Костанич 6–4, 6–4